# Beker van België (waterpolo)
De Beker van België is een bekerkampioenschap in het Belgisch waterpolo.
Sinds het seizoen 2011-2012 worden er 3 Bekercompetities georganiseerd; 2 voor herenteam: Beker A & Beker B, en 1 voor dames. Beker A bundelt de 16 clubs die het hoogst zijn geëindigd in de Super League en tweede klasse. In Beker B mogen de overige clubs en 2e teams van clubs met vertegenwoordiging in Beker A aantreden.
De halve finale en finale van Beker A worden gespeeld in hetzelfde zwembad. Die organisatie wordt elk jaar toegekend via een bieding onder gesloten enveloppe.
De finales van de 3 Bekercompetities worden op dezelfde dag na elkaar gespeeld in hetzelfde zwembad.

## Herencompetitie - Beker A
De Beker van België A is de belangrijkste Bekercompetitie in het herenwaterpolo in België. Tussen 1989 en 2011 was dit tevens de enige Bekercompetitie en stond ze open voor alle herenteams die lid waren van de KBZK.
Na de hervorming van de Bekercompetitie in het seizoen 2011-2012, kwamen enkel nog de 16 beste ploegen uit het voorgaande seizoen in aanmerking. Dat waren alle ploegen uit de Super League, aangevuld tot 16 met ploegen uit tweede klasse. Sindsdien worden alle Bekerfinales op dezelfde dag in hetzelfde zwembad gespeeld. De kleine finale waarin teams streden voor de bronze medaille, is komen te vervallen.
In het seizoen 2024-2025 werd een nieuwe aanpassing aan het concept gedaan, waarna er slechts 1 ploeg per club aan de Beker mag deelnemen. Voordien deed Antwerpse waterpolo bijvoorbeeld mee met 2 teams in zowel Beker A als Beker B aangezien zij zowel in de Super league als in de top van de tweede klasse aantraden. Na de hervorming mocht er nog slechts 1 ploeg in Beker A en 1 in Beker B aantreden.

### Winnaars Beker van België A
| Seizoen  | Locatie                          | Winnaar            | Finalist           |
| -------- | -------------------------------- | ------------------ | ------------------ |
| 1989-'90 |                                  | K Antwerpse ZC     | CN Tournai         |
| 1990-'91 |                                  | CN Tournai         | Kortrijkse ZK      |
| 1991-'92 |                                  | CN Tournai         | RD Mouscron        |
| 1992-'93 | Moeskroen                        | CN Tournai         | K Antwerpse ZC     |
| 1993-'94 |                                  | Kortrijkse ZK      | CN Tournai         |
| 1994-'95 |                                  | CN Tournai         | Ghent SC           |
| 1995-'96 |                                  | Kortrijkse ZK      | MZV Eeklo          |
| 1996-'97 |                                  | RD Mouscron        | Kortrijkse ZK      |
| 1997-'98 |                                  | Kortrijkse ZK      | CN Tournai         |
| 1998-'99 |                                  | Kortrijkse ZK      | Strombeek          |
| 1999-'00 |                                  | K Antwerpse ZSc    | R Brussels P       |
| 2000-'01 |                                  | Kortrijkse ZK      | RD Mouscron        |
| 2001-'02 |                                  | RD Mouscron        | K Antwerpse ZSc    |
| 2002-'03 |                                  | K Antwerpse ZSc    | Kortrijkse ZK      |
| 2003-'04 |                                  | Dauphins Moeskroen | K Antwerpse ZSc    |
| 2004-'05 |                                  | Kortrijkse ZK      | R Brussels P       |
| 2005-'06 |                                  | Kortrijkse ZK      | MZV Eeklo          |
| 2006-'07 |                                  | Kortrijkse ZK      | K Gentse ZV        |
| 2007-'08 |                                  | Kortrijkse ZK      | K Antwerpse ZSc    |
| 2008-'09 |                                  | Kortrijkse ZK      | CN Tournai         |
| 2009-'10 |                                  | Kortrijkse ZK      | Dauphins Moeskroen |
| 2010-'11 |                                  | Dauphins Moeskroen | Kortrijkse ZK      |
| 2011-'12 |                                  | CN Tournai         | Kortrijkse ZK      |
| 2012-'13 |                                  | RD Mouscron        | MZV Eeklo          |
| 2013-'14 | Antwerpen                        | Brussels Poseidon  | MZV Eeklo          |
| 2014-'15 |                                  | RD Mouscron        | CN Tournai         |
| 2015-'16 |                                  | RD Mouscron        | MZV Eeklo          |
| 2016-'17 |                                  | CN Tournai         | RD Mouscron        |
| 2017-'18 | La Louvière                      | RSC Mechelen       | CN Tournai         |
| 2018-'19 | La Louvière                      | K Antwerpse ZSc    | K Kortrijkse WK    |
| 2019-'20 | Competitie afgelast wegens Covid |                    |                    |
| 2020-'21 | Competitie afgelast wegens Covid |                    |                    |
| 2021-'22 | La Louvière                      | K Antwerpse ZSc    | RSC Mechelen       |
| 2022-'23 | La Louvière                      | RD Mouscron        | EN La Louvière     |
| 2023-'24 | La Louvière                      | RD Mouscron        | K Antwerpse ZSc    |
| 2024-'25 | La Louvière                      | K Antwerpse ZSc    | RSC Mechelen       |

### Medailletabel Beker van België A
| Club                | Goud | Zilver | Brons | Laatste Bekerwinst |
| ------------------- | ---- | ------ | ----- | ------------------ |
| Kortrijkse ZK / KWK | 11   | 6      | 1     | 2010               |
| RD Mouscron         | 9    | 4      | 5     | 2024               |
| CN Tournai          | 6    | 6      | 3     | 2017               |
| K Antwerpse ZC      | 6    | 5      | 5     | 2025               |
| R Brussels P        | 1    | 2      | 1     | 2014               |
| RSC Mechelen        | 1    | 2      | 3     | 2018               |
| K Gentse ZV         | 0    | 1      | 2     | -                  |
| EN La Louvière      | 0    | 1      | 0     | -                  |
| Ghent SC            | 0    | 1      | 0     | -                  |
| Strombeek           | 0    | 1      | 0     | -                  |
| Eupen               | 0    | 0      | 1     | -                  |
| SC Maccabi          | 0    | 0      | 1     | -                  |

## Herencompetitie - Beker B
De Beker van België B is de tweede Bekercompetitie in het herenwaterpolo in België.
Na de hervorming van de Bekercompetitie in het seizoen 2011-2012, kwamen alle ploegen uit de Belgische waterpolocompetitie die niet deelnamen aan Beker A uit in Beker B.
In het seizoen 2024-2025 werd een nieuwe aanpassing aan het concept gedaan, waarna er slechts 1 ploeg per club aan de Bekercompetitiescompetities mag deelnemen.

### Winnaars Beker van België B
| Seizoen  | Locatie                          | Winnaar          | Finalist         |
| -------- | -------------------------------- | ---------------- | ---------------- |
| 2011-'12 |                                  | Calypso          | Merksem          |
| 2012-'13 |                                  | Leuven           | Seraing          |
| 2013-'14 | Antwerpen                        | KZN Aalst        | Brugge           |
| 2014-'15 |                                  | R Oostende SC    | Wase             |
| 2015-'16 |                                  | Wase             | KZN Aalst        |
| 2016-'17 |                                  | KZN Aalst        | EN La Louvière B |
| 2017-'18 | La Louvière                      | Waregem          | Leuven           |
| 2018-'19 | La Louvière                      | R Oostende SC    | Seraing          |
| 2019-'20 | Competitie afgelast wegens Covid |                  |                  |
| 2020-'21 | Competitie afgelast wegens Covid |                  |                  |
| 2021-'22 | La Louvière                      | Calypso          | Leuven           |
| 2022-'23 | La Louvière                      | KZN Aalst        | RSC Mechelen B   |
| 2023-'24 | La Louvière                      | Strombeek        | Wase             |
| 2024-'25 | La Louvière                      | EN La Louvière B | Waregem          |

### Medailletabel Beker van België B
| Club             | Goud | Zilver | Laatste Bekerwinst |
| ---------------- | ---- | ------ | ------------------ |
| KZN Aalst        | 3    | 1      | 2023               |
| R Oostende SC    | 2    | 0      | 2017               |
| Calypso          | 2    | 0      | 2025               |
| Wase             | 1    | 2      | 2016               |
| EN La Louvière B | 1    | 1      | 2025               |
| Leuven           | 1    | 1      | 2013               |
| WP Waregem       | 1    | 1      | 2018               |
| Strombeek        | 1    | 0      | 2024               |
| Brugge ZK        | 0    | 1      | -                  |
| Merksem          | 0    | 1      | -                  |
| RSC Mechelen 2   | 0    | 1      | -                  |
| Seraing          | 0    | 1      | -                  |

## Damescompetitie
| Seizoen  | Locatie                          | Winnaar         | Finalist      |
| -------- | -------------------------------- | --------------- | ------------- |
| 2011-'12 |                                  | K Gentse ZV     | Kindervreugd  |
| 2012-'13 |                                  | K Gentse ZV     | MZV Eeklo     |
| 2013-'14 |                                  | Jespo Antwerpen | Ixelles SC    |
| 2014-'15 |                                  | K Gentse ZV     | ENT.BXL Dames |
| 2015-'16 |                                  | K Gentse ZV     | ENT.BXL Dames |
| 2016-'17 |                                  | K Gentse ZV     | MZV Eeklo     |
| 2017-'18 |                                  | K Gentse ZV     | MZV Eeklo     |
| 2018-'19 |                                  | MZV Eeklo       | K Gentse ZV   |
| 2019-'20 | Competitie afgelast wegens Covid |                 |               |
| 2020-'21 | Competitie afgelast wegens Covid |                 |               |
| 2021-'22 |                                  | K Gentse ZV     | MZV Eeklo     |
| 2022-'23 |                                  | K Gentse ZV     | Leuven        |
| 2023-'24 |                                  | Leuven          | K Gentse ZV   |
| 2024-'25 |                                  | K Gentse ZV     | MZV Eeklo     |

### Medailletabel Beker van België Dames
| Club                         | Goud | Zilver | Laatste Bekerwinst |
| ---------------------------- | ---- | ------ | ------------------ |
| K Gentse ZV                  | 9    | 2      | 2025               |
| MZV Eeklo                    | 1    | 5      | 2019               |
| Jespo Antwerpen/Kindervreugd | 1    | 1      | 2014               |
| Leuven                       | 1    | 1      | 2024               |
| ENT.BXL Dames                | 0    | 2      | -                  |
| Ixelles SC                   | 0    | 1      | -                  |

Biografieën Belgische waterpoloërs · Clubs